# Montbartier
Montbartier – miejscowość i gmina we Francji, w regionie Oksytania, w departamencie Tarn i Garonna.
Według danych na rok 1990 gminę zamieszkiwało 787 osób, a gęstość zaludnienia wynosiła 52 osób/km² (wśród 3020 gmin regionu Midi-Pireneje Montbartier plasuje się na 419. miejscu pod względem liczby ludności, natomiast pod względem powierzchni na miejscu 762.).

## Zabytki

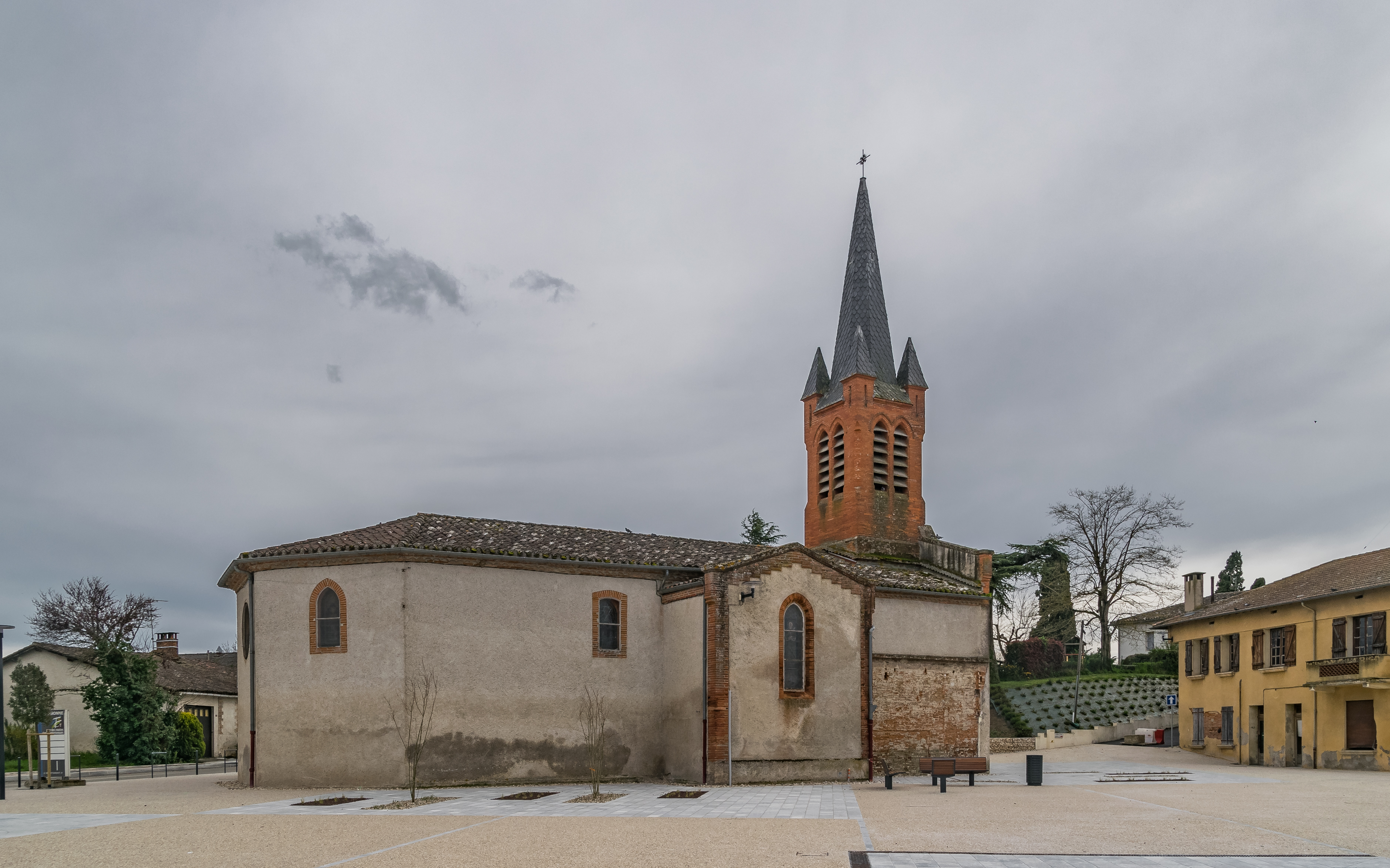
kościół
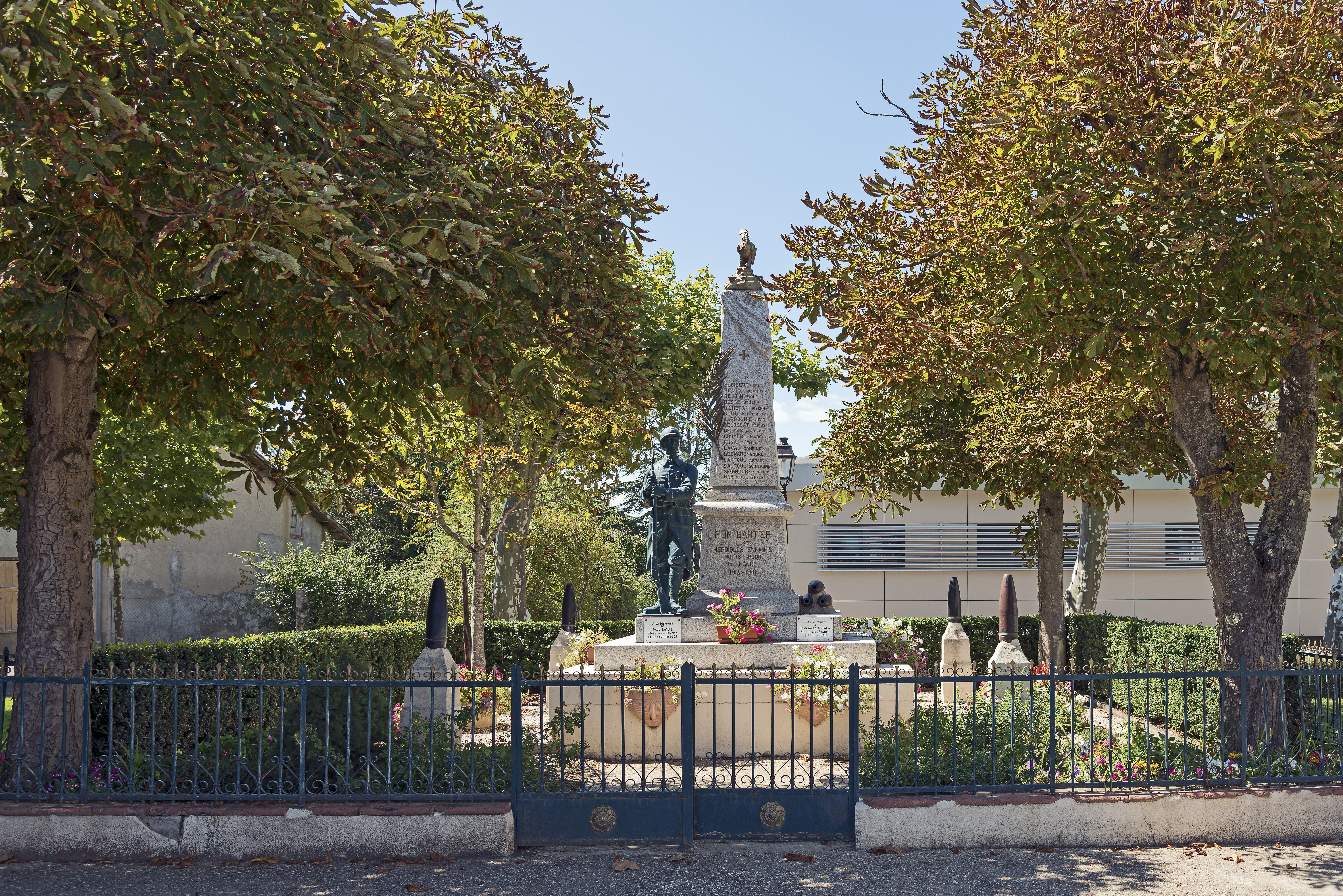
Pomnik wojny.
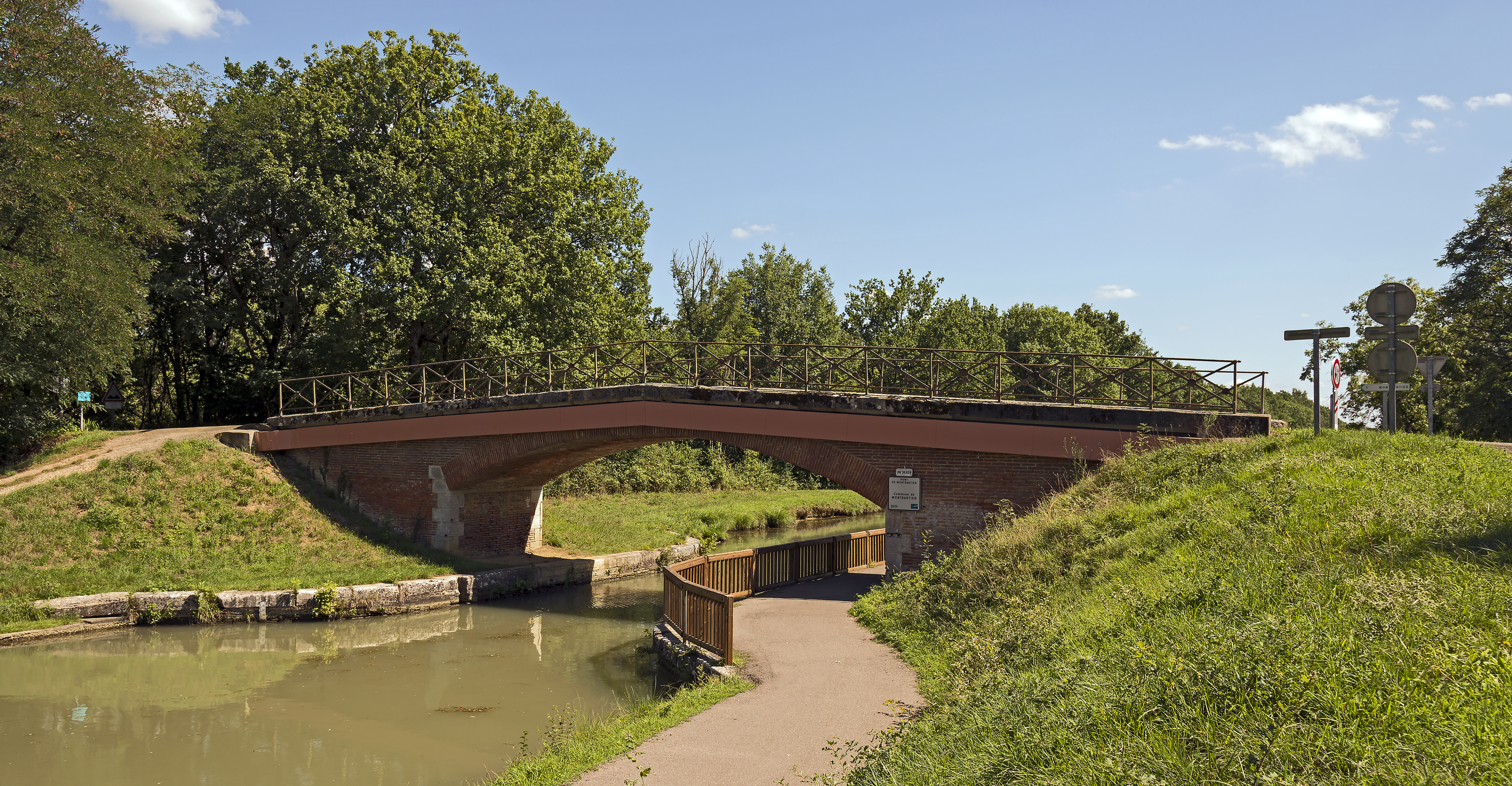
Most nad "Canal Latéral à la Garonne".